# طباعة الشاشة الحريرية
الطباعة بالشاشة الحريرية هي تقنية الطباعة التي تستخدم فيها شبكة من الحرير أو البوليستر أو غيره من الشبكات المحبوكة لدعم الاستنسل "stencil" في حجب الحبر للحصول على الصورة المطلوبة. يشكل الاستنسل المرفق مناطق مفتوحة وأخرى مغلقة، والشبكة الحريرية تنقل الحبر أو مواد أخرى قابلة للطباعة بها بواسطة الضغط على شفرة التعبئة أو ما تسمي بالاسكويشة "squeegee"، مما يساعد في ضخ الحبر في فتحات الشبكة لنقله علي السطح المصقول الموضوع أسفل الشبكة سواء كان ذلك السطح قمصان وملصقات، والفينيل أو الخشب أو أية مادة يمكن أن تبقي الصورة على سطحها.

## تاريخها
دخل أسلوب الطباعة بالشاشة الحريرية إلى أوروبا الغربية عن طريق آسيا في أواخر القرن الثامن عشر، ولكنه لم يحظَ بقبول أو رواج واسع لدى الأوروبيين إلا بعد اكتشاف منفذ جديد لتجارة الحرير، وسهولة مقايضة الشباك الحريرية مع آسيا.
في مطلع العقد 1910 استعان عدة رسامين (من خلال تجاربهم مع الكيماويات المتفاعلة مع الضوء) بخاصية التسقية الإشعاعية أو التشابك الكيميائي الإشعاعي اللتان تتميز بهما كرومات البوتاسيوم والصوديوم والأمونيوم مع مركبات الغراء والجيلاتين. درس كلٌ من روي بيك وتشارلز بيتر وإدوارد أوينز خصائص مستحلب ملح حمض الكروميك وأجروا عليه التجارب لاستخدامه في صناعة مرسام متفاعل مع الضوء. حقق هذا الثلاثي من المخترعين ثورة في مجال الطباعة بالشاشة الحريرية عن طريق إدخال المرسام الضوئي إلى آلات الطباعة التجارية، ورغم ذلك استغرق قبول تلك التقنية في الصناعة عدة سنوات. أما آلات الطباعة التجارية الحديثة فهي تستخدم محسسات ضوئية أكثر أمانًا من ثنائي الكرومات. وفي الوقت الحالي توجد تشكيلة متنوعة من المستحلبات الكيميائية الحساسة للضوء لصناعة المراسم المتفاعلة مع الضوء.
لاحقًا اتحد عدة فنانين لتكوين «جمعية الطباعة الحريرية الوطنية»، ومن بينهم ماكس آرثر كونان وأنثوني فيلونيس، وصكوا مصطلح «الطباعة السريغرافية» في العقد 1930 للتمييز بين تطبيق أسلوب الطباعة الحريرية في الأعمال الفنية، وبين استخدام هذا الأسلوب على مستوى تجاري. يتكون مصطلح «serigraphy» من شقين: «sēricum» من اللغة اللاتينية بمعنى حرير، و«graphein» من اللغة اليونانية بمعنى يكتب أو يرسم.
صرح مركز دعم الرسامين الوطني البيئي قائلًا: «من الواضح أن أسلوب الطباعة الحريرية هو أكثر أساليب الطباعة مرونة. وبالنظر إلى أن المواد الخام المستخدمة في الطباعة الحريرية متوفرة بسهولة وبتكلفة معقولة، فلا عجب إذًا من أنه يُستخدم بكثرة في الأوساط غير التقليدية والثقافات الفرعية. علاوة على ذلك أصبحت المطبوعات غير الاحترافية المتمثلة في ثقافة «اصنعها بنفسك» عاملًا مؤثرًا في الفنون الثقافية التي نشهدها في ملصقات الأفلام، وأغلفة الألبومات الموسيقية، والنشرات الإعلانية، والأقمصة، والخطوط المستخدمة في الإعلانات، والأعمال الفنية، وغيرهم».

### من ستينات القرن العشرين وحتى الحاضر
يرجع الفضل للرسام آندي وارهول في الترويج لأسلوب الطباعة الحريرية في مجال الفن. من بين الأمثلة على مطبوعات وارهول الحريرية: «مارلين ديبتك» التي طُبعت عام 1962، وهي صورة للممثلة مارلين مونرو مطبوعة بألوان غامقة. وأيده على ذلك مايكل كازا، أحد كبار الفنانين الذين استخدموا تقنية الطباعة الحريرية، وعضو مؤسس في اتحاد الطباعة الحريرية الأوروبي.
حظيت الأخت ماري كوريتا كنت بشهرة عالمية بفضل مطبوعاتها الحريرية النابضة بالحياة في العقد 1960 والعقد 1970. كانت أعمالها ملونة بألوان الطيف، وكانت تحتوي على عبارات سياسية تشجع على السلام والحب والرعاية.
في عام 1960 طوّر مايكل فاسيلانتون – رائد أعمال أمريكي ورسام ومخترع – ماكينة طباعة حريرية دوارة متعددة الألوان للطباعة على الملابس، ثم شرع في استخدامها وبيعها لاحقًا. قدم فاسيلانتون طلب الحصول على براءة اختراع لتسجيل اختراعه في عام 1967، وحصل عليه في 18 فبراير 1969. كان غرض الماكينة الأصلية طباعة شعارات فرق البولينغ على الأزياء الرياضية، ولكن في غضون وقت قصير طُورت تلك الماكينة لمواكبة موضة الطباعة على الأقمصة التي انتشرت حينها. حصل عدة مصنعين على تراخيص لاستخدام اختراع فاسيلانتون، وأدت الشهرة المتصاعدة للأقمصة المطبوعة إلى انتشار تلك الماكينة التي تستعين بتقنية الطباعة الحريرية في الطباعة على الملابس. وتساهم تقنية الطباعة الحريرية في الوقت الحالي بنصف إنتاج الولايات المتحدة للملابس المُزينة.
تُستخدم الطباعة الحريرية في الوقت الحالي بكثرة لإنتاج كميات كبيرة من الرسومات، مثل الملصقات وألواح الإعلانات. يمكن إنتاج مطبوعات بألوان مكتملة باستخدام النموذج اللوني س م ص د (السيان، والماجنتا، والأصفر، والأسود).
يتماشى أسلوب الطباعة الحريرية مع الطباعة على ألواح الكانفاس. استعان كلٌ من آندي وارهول، وآرثر أوكامارا، وروبرت راوشنبرغ، وروي ليختنشاتين، وهاري غوتليب وغيرهم بتقنية الطباعة الحريرية للتعبير عن الإبداع والرؤية الفنية.
من بين أنواع الطباعة الحريرية الأخرى: الطباعة الحريرية الرقمية المهجنة، وهو أسلوب يجمع بين الطباعة الحريرية التقليدية والطباعة الرقمية المباشرة في الطباعة على الملابس، وهما أكثر تقنيات تزيين الأقمشة شيوعًا في الوقت الحاضر. تستعين تقنية الطباعة الحريرية الرقمية المهجنة بآلة طباعة حريرية آلية مزودة بوحدة تحسين رقمية تستخدم النموذج اللوني س م ص د في إحدى محطات الطباعة الحريرية. يتميز هذا الأسلوب بقدرته على معالجة عدة أشكال من البيانات، وإجراء عدد لامتناهي من التعديلات على التصاميم، إلى جانب المميزات المعهودة في تقنية الطباعة الحريرية.

## طريقة الصنع
تسمي هذه الآداة بالشبلونة.
- يتطلب صناعة الإطار أربعة أضلاع من الخشب أو الألمونيوم المتين سمكه حوالي 4 سم، أما العرض والطول، فحسب الرغبة، شرط ان يكون التصميم في الوسط ويكون الهوامش من حوله 5 سم علي الاقل وتثبت الأجزاء الأربعة معاً جيداً بالمسامير.
- يحضر حرير خاص بالطباعة، ثم يشد جيداً علي الإطار بواسطة دبابيس.

ملحوظة: الحرير المستخدم هو مقاس 60 إلي 120 "فتله لكل واحد سم"، وكلما زاد المعدل، زادت دقة التصميم بعد طباعته.

## استخدامات أخرى
الشاشة الحريرية هي أيضا وسيلة لصنع استنسل الطباعة التي يتم فيها فرض التصميم على الشاشة، مع وجود مناطق فارغة وأخرى مغلفة بمادة غير منفذة.

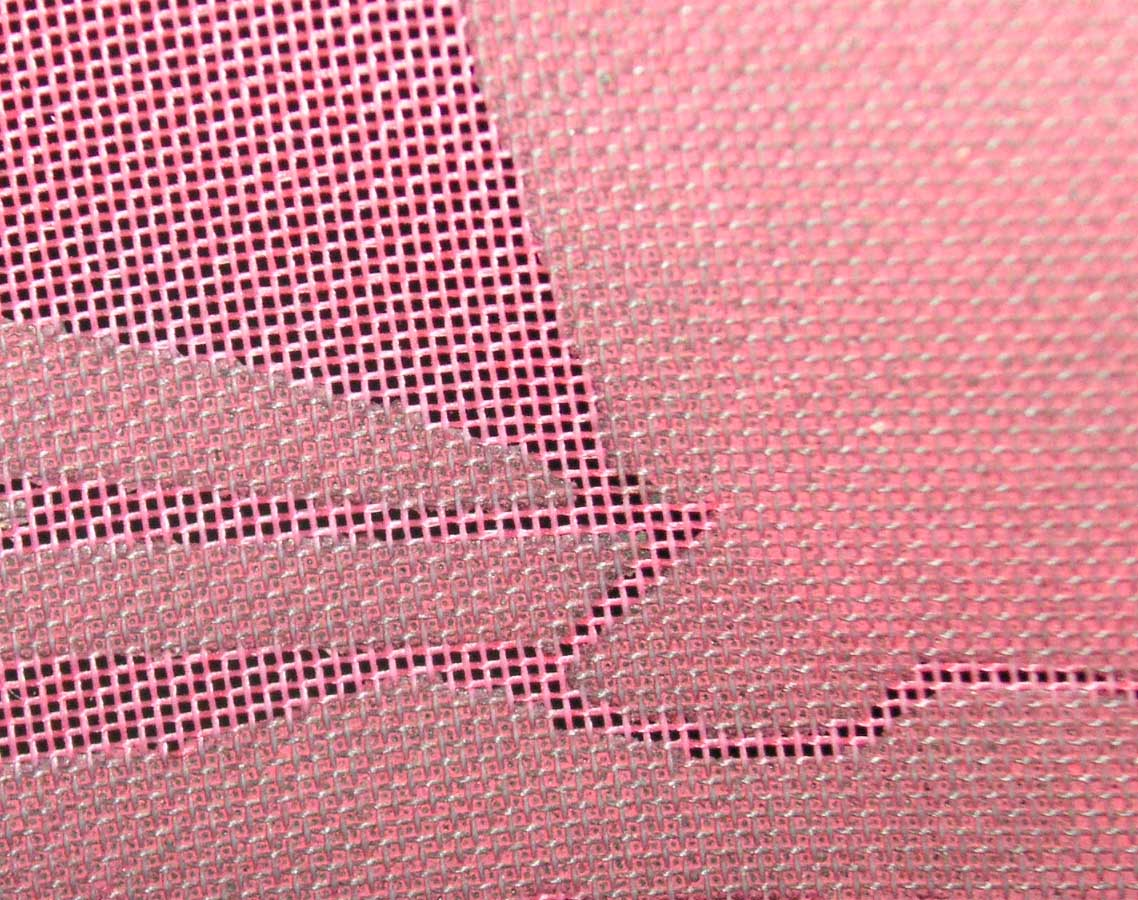
مسام مغلقة وأخرى مفتوحة على الحرير.

## تجهيز شكل للطباعة
- تدهن أولا الشاشة بماده شبه جيلاتينية حساسة للضوء ثم تترك الشاشة لتجف، وتسمى هذه العملية (Green Masking).
- يطبع التصميم المراد طباعته على ورق كلك أو مايعرف بورق الزبدة وهو ورق خاص بالطابعات الليزر ويتشرط ان يكون الرسم أو التصميم معكوسا أو mirrored اى منعكس انعكاس المرآة ولو كان التصميم متعدد الالوان يطبع كل لون علي حدة باللون الأسود الخالص علي عدة أوراق.
- توضع ورقة الكلك فوق الشبلونة ثم نعرضها لضوء فلوروسنت خافت والمادة الحساسة فيقوم الضوء عند تعريضه للمادة الحساسة بغلق كل مسام الحريري عدا المناطق السوداء علي ورقة الكلك التي تمثل لون التصميم المراد تفريغه فتكون الشبلونة مغلقة المسام كلها ما عدا مسام التصميم.

## أسماء أخرى
تعرف الطباعة الحريرية أيضاً بـاسم السريجرافيا.